# بيكاش جايرو
بيكاش جايرو (12 مارس 1982 في الهند - ) هو لاعب كرة قدم هندي في مركز جناح ‏. شارك مع منتخب الهند لكرة القدم. أما مع النوادي، فقد لعب مع نادي إيست بنغال ونادي سالغاوكار وONGC FC ‏ ونادي مدينة بونه لكرة القدم وMumbai Tigers FC ‏ وRangdajied United FC ‏.

## روابط خارجية
- بيكاش جايرو على موقع قاعدة بيانات كرة القدم.إي يو (الإنجليزية)
- بيكاش جايرو على موقع Soccerway.com (الإنجليزية)
- بيكاش جايرو على موقع عالم كرة القدم.نت (الإنجليزية)